# Bengkalis Kota
Bengkalis Kota is een bestuurslaag in het regentschap Bengkalis van de provincie Riau, Indonesië. Bengkalis Kota telt 4825 inwoners (volkstelling 2010).